# Vaiegui

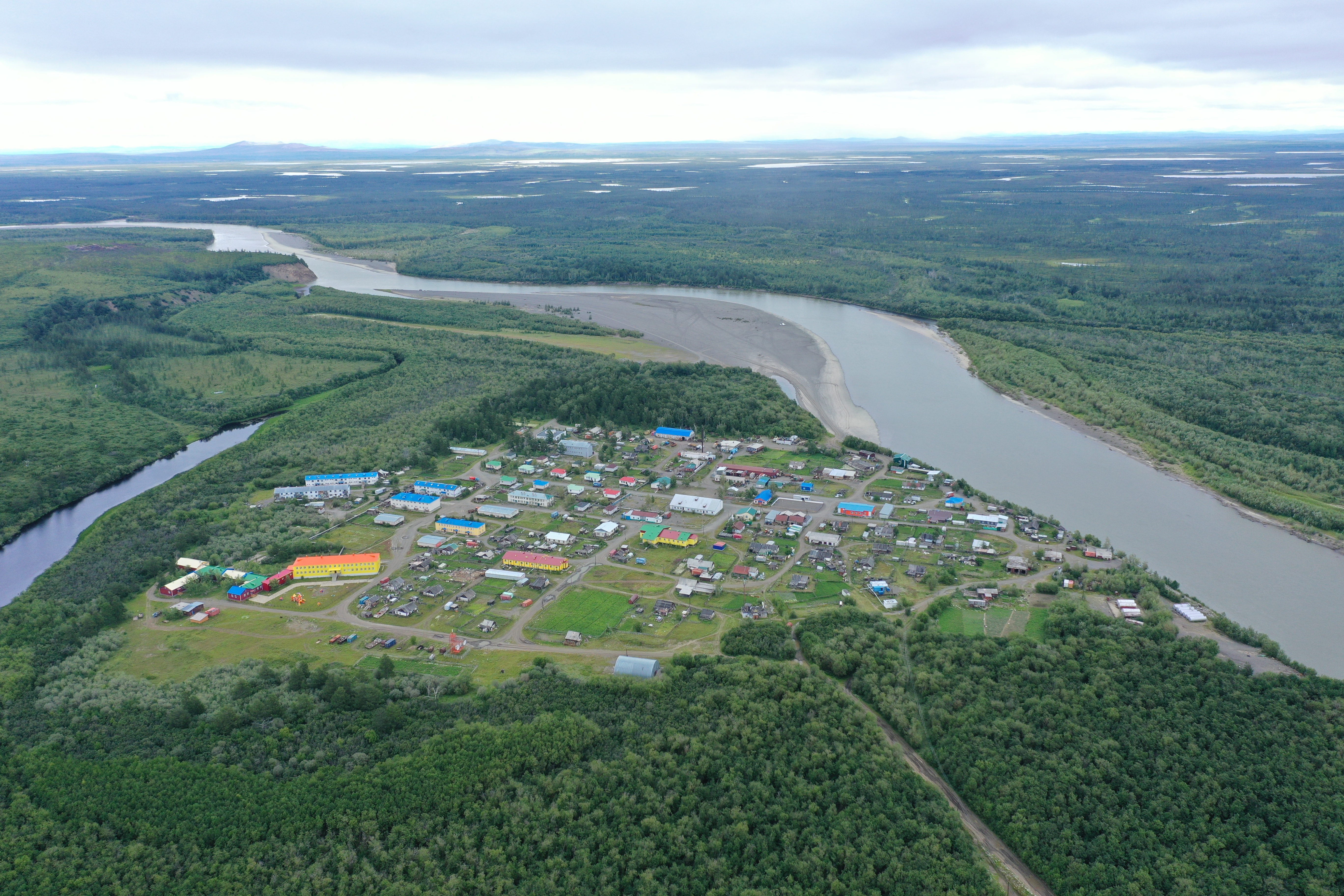
Imatge de Vaiegui.

Vaiegui (en rus: Ваеги) és un poble del districte autònom de Txukotka, a Rússia, que el 2018 tenia 421 habitants.